# Rond-point de Paris
Le rond-point de Paris est un important carrefour de Nantes, en France. Malgré son nom, il s'agit d'un carrefour avec feux, et non d'un giratoire.

## Situation et accès
Situé à la limite des quartiers Malakoff - Saint-Donatien, Nantes Erdre et Doulon - Bottière, ce carrefour se trouve au croisement deux axes importants : d'une part, l'ancienne « route de Paris », formé par le boulevard Jules-Verne à l'est et par la rue du Général-Buat à l'ouest ; d'autre part, par le boulevard des Poilus, au sud, et le boulevard des Belges, au nord, formant deux tronçons des « boulevards de ceinture ».
À l'angle des boulevards « Jules-Verne » et « des Poilus », se trouve l'entrée principale du parc du Plessis-Tison, créé à la fin des années 1920, dans une ancienne propriété, et possédant une petite « montagne » comparable à celle du jardin des plantes, mais de moindre importance.
Depuis octobre 2012, le rond-point de Paris est desservi par la ligne de Chronobus C1, à l'arrêt Rond-point de Paris.